# Scooby-Doo et le Monstre du Mexique
Série
Scooby-Doo et les Vampires
(2003) Scooby-Doo et le Monstre du loch Ness
(2004)
Pour plus de détails, voir Fiche technique et Distribution.
Scooby-Doo et le monstre du Mexique ou Scoubidou et le monstre du Mexique (titre original : Scooby-Doo! and the Monster of Mexico) est un film d'animation américain réalisé par Scott Jeralds et sorti en vidéo le 30 septembre 2003. C'est le 6e vidéofilm de la franchise Scooby-Doo.

## Synopsis
En vacances au Mexique, Scooby-Doo et ses amis reprennent bien vite du service quand un terrible monstre appelé le Chupacabra commence à semer la panique parmi les habitants et les touristes du pays.

## Fiche technique
- Titre original : Scooby-Doo and the Monster of Mexico
- Titre français : Scooby-Doo et le monstre du Mexique ou Scoubidou et le monstre du Mexique
- Réalisateur : Scott Jeralds
- Scénario : Douglas Wood
- Montage : Joe Gall
- Directeur de la photographie : Ander Yeh
- Musique : Rich Dickerson, Gigi Meroni
- Distribution : Collette Sunderman
- Direction artistique : Vincent Liu
- Producteurs : Scott Jeralds et Margaret Dean
- Productrice associée : Kathryn Page
- Producteurs exécutifs : Joseph Barbera et Sander Schwartz
- Sociétés de production : Warner Bros. Animation et Hanna-Barbera Productions[1]
- Société de distribution : Warner Bros. Family Entertainment
- Pays d'origine :  États-Unis
- Langue  : Anglais Dolby
- Format : Couleurs, Son Dolby Digital
- Ratio écran : 1.33:1
- Format négatif : Digital
- Genre : Animation, aventure et comédie horrifique
- Durée : 75 minutes
- Année de sortie : 2003

## Distribution

### Voix originales
- Frank Welker : Scooby Doo / Fred Jones
- Casey Kasem : Sammy Rogers
- Heather North : Daphné Blake
- Nicole Jaffe (en) : Véra Dinkley
- Jesse Borrego : Luis Otero / Le musicien / Le touriste suspicieux
- María Canals Barrera : Sofia Otero / La vieille femme
- Brandon Gonzalez : Jorge Otero
- Cástulo Guerra : Señor Fuente
- Benito Martinez : El Curandero
- Darlene Mendoza : Natalia Otero
- Candi Milo : Charlène Otero / La guide du musée
- Rita Moreno : Doña Dolores
- Allyse Rivera : Carolina Otero
- Casey Sandino : Sebastian Otero
- Eddie Santiago : Alejo Otero
- Rip Taylor : M. Smiley / Le fantôme de Señor Otero

### Voix françaises
- Éric Missoffe : Scooby-Doo / Sammy Rogers
- Mathias Kozlowski : Fred Jones
- Joëlle Guigui : Daphné Blake
- Chantal Macé[2] : Véra Dinkley
- Pascal Casanova : Diego Fuente / Le fantôme de Señor Otero

## Sortie vidéo (France)
Le téléfilm est sorti sur le support DVD en France :
- Scoubidou et le monstre du Mexique (DVD-9 Keep Case) sorti le 3 novembre 2005 édité par Warner Bros. et distribué par Warner Home Vidéo France. Le ratio écran est en 1.33:1 4:3 plein écran. L'audio est en Français et Anglais 5.1 ainsi qu'en Italien et Espagnol 2.0 Dolby Digital avec présence de sous-titres français, anglais, espagnols, italiens, allemands, finlandais, norvégiens, croates, slovènes, tchèques, portugais, néerlandais, hébreux, grecques, hongrois, roumains et turques. En suppléments une featurette sur la création du monstre, un bêtisier et des commentaires de Scoubidou, Sammy et Fred. Il s'agit d'une édition Zone 2 Pal[3].